# Xylosciara xanthogaster
Xylosciara xanthogaster är en tvåvingeart som beskrevs av Werner Mohrig och Nina Krivosheina 1979. Xylosciara xanthogaster ingår i släktet Xylosciara och familjen sorgmyggor. Arten är reproducerande i Sverige. Inga underarter finns listade i Catalogue of Life.